# Ceramlederkop
De ceramlederkop (Philemon subcorniculatus) is een zangvogel uit de familie Meliphagidae (honingeters). Deze soort behoort tot een groep van nauw verwante soorten lederkoppen op eilanden in het oosten van de Indische Archipel zoals de manuslederkop (P. albitorques), morotailederkop (P. fuscicapillus), burulederkop (P. moluccensis), tanimbarlederkop (P. plumigenis), Timorese helmlederkop (P. buceroides), bismarcklederkop (P. cockerelli)  en Eichhorns lederkop (P. eichhorni).

## Verspreiding en leefgebied
De ceramlederkop is een endemische vogelsoort op het eiland Seram (Zuid-Molukken, Indonesië).

## Status
De grootte van de populatie is niet gekwantificeerd. De vogel is daar algemeen en er is geen aanleiding te veronderstellen dat de soort in aantal achteruit gaat. Om deze redenen staat deze lederkop als niet bedreigd op de Rode Lijst van de IUCN.